# Studio Collection 2000–2012
Studio Collection, vydaná pod názvem Studio Collection 2000–2012, je box set studiových alb, který v roce 2013 vydala americká rocková skupina Linkin Park. Komplet se skládá z prvních pěti studiových alb a remixového alba Reanimation z roku 2002, přičemž každé z nich obsahuje hlavní seznam skladeb.

## Seznam skladeb

#### Disk 1 –Hybrid Theory
1. "Papercut" – 3:04
2. "One Step Closer" – 2:35
3. "With You" – 3:23
4. "Points of Authority" – 3:20
5. "Crawling" – 3:29
6. "Runaway" – 3:03
7. "By Myself" – 3:09
8. "In the End" – 3:36
9. "A Place for My Head" – 3:04
10. "Forgotten" – 3:14
11. "Cure for the Itch" – 2:37
12. "Pushing Me Away" – 3:11

#### Disk 2 –Meteora
1. "Foreword" – 0:13
2. "Don't Stay" – 3:07
3. "Somewhere I Belong" – 3:33
4. "Lying from You" – 2:55
5. "Hit the Floor" – 2:44
6. "Easier to Run" – 3:24
7. "Faint" – 2:42
8. "Figure.09" – 3:17
9. "Breaking the Habit" – 3:16
10. "From the Inside" – 2:55
11. "Nobody's Listening" – 2:58
12. "Session" – 2:24
13. "Numb" – 3:07

#### Disk 3 –Reanimation
1. "Opening" – 1:07
2. "Pts.OF.Athrty" – 3:45
3. "Enth E ND" – 4:00
4. "[Chali]" – 0:23
5. "Frgt/10" – 3:32
6. "P5hng Me A*wy" – 4:38
7. "Plc.4 Mie Hæd" – 4:20
8. "X-Ecutioner Style" – 1:49
9. "H! Vltg3" – 3:30
10. "[Riff Raff]" – 0:21
11. "Wth>You" – 4:12
12. "Ntr\Mssion" – 0:29
13. "Ppr:Kut" – 3:26
14. "Rnw@y" – 3:13
15. "My<Dsmbr" – 4:17
16. "[Stef]" – 0:10
17. "By_Myslf" – 3:42
18. "Kyur4 th Ich" – 2:32
19. "1Stp Klosr" – 5:46
20. "Krwlng" – 5:40

#### Disk 4 -Minutes to Midnight
1. "Wake" – 1:40
2. "Given Up" – 3:09
3. "Leave Out All the Rest" – 3:29
4. "Bleed It Out" – 2:44
5. "Shadow of the Day" – 4:49
6. "What I've Done" – 3:25
7. "Hands Held High" – 3:53
8. "No More Sorrow" – 3:41
9. "Valentine's Day" – 3:16
10. "In Between" – 3:16
11. "In Pieces" – 3:38
12. "The Little Things Give You Away" – 6:23

#### Disk 5 –A Thousand Suns
1. "The Requiem" – 2:01
2. "The Radiance" – 0:57
3. "Burning in the Skies" – 4:13
4. "Empty Spaces" – 0:18
5. "When They Come for Me" – 4:55
6. "Robot Boy" – 4:28
7. "Jornada Del Muerto" – 1:34
8. "Waiting for the End" – 3:51
9. "Blackout" – 4:39
10. "Wretches and Kings" – 4:15
11. "Wisdom, Justice, and Love" – 1:38
12. "Iridescent" – 4:56
13. "Fallout" – 1:23
14. "The Catalyst" – 5:39
15. "The Messenger" – 3:01

#### Disk 6 –Living Things
1. "Lost in the Echo" – 3:25
2. "In My Remains" – 3:20
3. "Burn It Down" – 3:50
4. "Lies Greed Misery" – 2:27
5. "I'll Be Gone" – 3:31
6. "Castle of Glass" – 3:25
7. "Victimized" – 1:46
8. "Roads Untraveled" – 3:49
9. "Skin to Bone" – 2:48
10. "Until It Breaks" – 3:43
11. "Tinfoil" – 1:11
12. "Powerless" – 3:44

## Hlavní obsazení
- Chester Bennington – zpěv, perkuse, doprovodné vokály
- Rob Bourdon – bicí, perkuse, doprovodné vokály
- Brad Delson – sólová kytara, basová kytara a doprovodné vokály, rytmická kytara
- Dave "Phoenix" Farrell – basová kytara, doprovodné vokály, klávesy
- Joe Hahn – gramofony, samply, scratching, programování, doprovodné vokály
- Mike Shinoda – zpěv, rap, rytmická kytara